# گروه این کیانتی
گرِوِه این کیانتی (به ایتالیایی: Greve in Chianti) یک کومونه در ایتالیا است که در استان فلورانس واقع شده‌است.

## خصوصیات
گروه این کیانتی ۱۶۹ کیلومترمربع مساحت و ۱۴٬۳۵۱ نفر جمعیت دارد و ۲۳۶ متر بالاتر از سطح دریا واقع شده‌است.

## خواهرخوانده
شهرهای سونوما، کالیفرنیا، ویتشوچیم، اگزر، Brtonigla و هاپسالو خواهرخوانده‌های گروه این کیانتی هستند.